# Уничтожение российского Су-24 в Сирии
Уничтожение российского Су-24 в Сирии — инцидент, произошедший 24 ноября 2015 года. Фронтовой бомбардировщик Су-24М ВКС Российской Федерации, входивший в российскую авиационную группу в Сирии, был сбит ракетой «воздух-воздух», выпущенной истребителем F-16C ВВС Турции в районе сирийско-турецкой границы на высоте около 6000 метров, и упал на территории сирийской провинции Латакия в районе Байырбуджак.
Экипаж бомбардировщика катапультировался: командир экипажа подполковник Олег Пешков погиб во время приземления на парашюте в результате обстрела с земли антиправительственными вооружёнными формированиями, штурман капитан Константин Мурахтин приземлился живым вне зоны обстрела. В дальнейшем в ходе поисково-спасательной операции он был эвакуирован спецназом Сирии и боевиками Хезболлы на авиационную базу «Хмеймим». Во время данной операции погиб один российский военнослужащий — морской пехотинец Александр Позынич, протурецкими повстанцами был уничтожен вертолёт Ми-8.
Действия Турции вызвали резко негативную реакцию России и привели к значительному ухудшению российско-турецких отношений.
Два лётчика F-16 ВВС Турции, сбившие российский Су-24, были арестованы 19 июля 2016 года за участие в попытке государственного переворота в Турции. Лётчики действовали на основании приказа, изданного 10 октября 2015 года премьер-министром Ахметом Давутоглу, предписывавшего сбивать все самолёты, нарушающие воздушное пространство Турции.

## Предыстория
23 июня 2012 года сирийскими ПВО вблизи турецко-сирийской границы был сбит разведчик RF-4E ВВС Турции, сбит на высоте ~100 м, исключавшей любую возможность спасения экипажа. Оба турецких лётчика погибли. Тогда президент Турции Абдулла Гюль заявил, что турецкий разведчик действительно мог находиться в воздушном пространстве Сирии, поскольку кратковременное пересечение воздушных границ летящими на высокой скорости военными самолётами не является чем-то необычным.

«Это обычная практика для боевых самолётов — иногда пересекать и покидать [государственные] границы, если учесть их скорость над морем. Такие вещи не являют собой дурные намерения, они просто случаются из-за сложности контроля на скоростях реактивных самолётов».
Оригинальный текст (англ.)"It is routine for jet fighters to sometimes fly in and out over [national] borders... when you consider their speed over the sea," he added. "These are not ill-intentioned things but happen beyond control due to the jets' speed."
— Абдулла Гюль
Тогда же Турция пересмотрела все свои правила применения вооружённой силы и заявила, что по любому военному объекту (морское, воздушное или наземное средство), движущемуся в сторону турецкой границы со стороны Сирии, нарушившему её или подвергающему угрозе её безопасность, без предупреждения будет открыт огонь. С тех пор Турция применяла этот подход на практике. Как результат, турецкими истребителями в 2013—2014 годах уже были сбиты сирийские истребитель МиГ-23 и военный вертолёт Ми-17.
В мае 2015 года Турция подбила сирийский военный летательный аппарат, нарушивший воздушное пространство страны. До этого Турция неоднократно сбивала сирийские беспилотные летательные аппараты.
Российская военная авиация дважды нарушала воздушное пространство Турции: 3 и 6 октября 2015 года, что было подтверждено российскими военными. При этом российская сторона утверждала, что нарушение было кратковременным и сделанным по ошибке, что опровергалось НАТО. 3 октября российский истребитель Су-30 в течение пяти минут удерживал радарный захват турецкого F-16. Представители организации также заявляли, что российская авиация в последнее время целенаправленно нарушает воздушное пространство Турции и других стран НАТО.
По заявлению МИД Турции (сделанному до катастрофы), в период с 3 по 10 октября российские самолёты 13 раз опасно сближались с турецкими ВВС на границе с Сирией.
16 октября Турция сбила беспилотный летательный аппарат, нарушивший воздушное пространство страны. По заявлению Турции, аппарат был российского производства.
17 октября турецкий премьер-министр Ахмет Давутоглу заявил, что вооружённые силы Турции будут сбивать самолёты в случае нарушения ими воздушных границ страны:

«Вчера мы сбили [нарушивший воздушное пространство] беспилотный летательный аппарат. Если бы это был самолёт, мы поступили бы точно так же. Наша политика известна. В случае нарушения наших границ от нас последует обязательный ответ».
 Турция отказалась подписать с Россией меморандум о предотвращении возможных инцидентов между военными самолётами в сирийском небе. Такой меморандум был подписан 20 октября 2015 года между Россией и США. Представитель минобороны России Игорь Конашенков после получения американского меморандума сказал, что американцы обязались довести согласованные правила до всех своих партнёров, действующих на территории Сирии.
19 ноября, за пять дней до катастрофы, послу России в Анкаре Андрею Карлову в МИД Турции была вручена нота протеста в связи с авиаударами РФ по региону Байырбуджак на севере Сирии, области проживания туркоман. Российскому послу сообщили, что российская военная операция в Сирии проводится слишком близко от турецкой границы, что угрожает её безопасности. Представители Турции сообщили послу, что турецкие ВВС действуют в соответствии с правилами перехвата, и в случае нарушения границы Турция обязательно их применит. 19 ноября 2015 года официальный представитель МИД Турции Танжу Бильгич в письменном заявлении сообщил, что российские самолёты подвергли интенсивной бомбардировке туркоманские деревни в регионе Байирбуджак на северо-западе Сирии вблизи турецкого погранперехода Яйладагы.
«Выяснилось, что российские самолёты подвергли интенсивной бомбардировке туркоманские деревни в регионе Байирбуджак на северо-западе Сирии вблизи нашего погранперехода Яйладаг» — как указано в заявлении официального представителя внешнеполитического ведомства Турции Танжу Бильгича.
Председатель меджлиса сирийских туркоманов Абдуррахман Мустафа заявил, что при поддержке авиации России наземное наступление правительственных сил Сирии на туркоманский Байырбуджак приняло «ещё более ожесточённый характер». По словам Мустафы, Асад и Россия под предлогом борьбы против ИГ «наносят удары по туркоманам и умеренным оппозиционерам».

## Обстоятельства

Сбитый и горящий в воздухе Су-24М (24 ноября 2015 года)

Инцидент произошёл в 09:24 по местному времени (10:24 по московскому). Российский тактический бомбардировщик Су-24М с бортовым номером 83 (командир экипажа — подполковник Олег Пешков, штурман — капитан Константин Мурахтин, лучший среди штурманов по результатам международных соревнований «Авиадартс-2014» в номинации «бомбардировочная авиация»), выполнявший боевое задание в составе пары в районе сирийско-турецкой границы, был сбит ракетой AIM-9X Sidewinder класса «воздух-воздух» истребителями F-16C ВВС Турции.

Сирийская провинция Латакия

Самолёт разбился в горном массиве Горы Туркман, в котором в то время шли бои между сирийскими правительственными силами и туркоманскими вооружёнными повстанцами.
В НАТО поддержали версию Турции о нарушении бомбардировщиком воздушного пространства Турции. Как пишет Би-би-си, из данных, предоставленных турецкой стороной, следует, что сбитый самолёт находился в воздушном пространстве Турции около шести секунд. В интервью NBC News и агентству Reuters представители Министерства обороны США на условиях анонимности сообщили, что, по их данным, самолёт был атакован через 2-3 секунды после вхождения в турецкое воздушное пространство и сбит турецкой ракетой над сирийской территорией.

### Турецкая версия событий

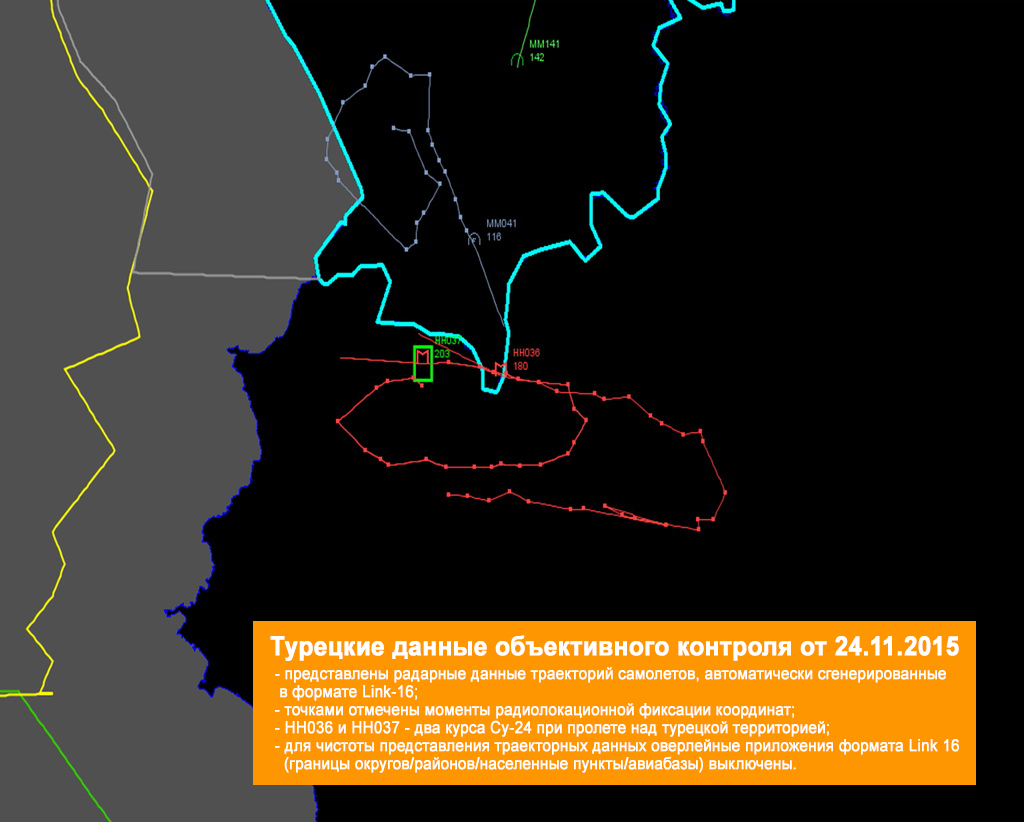

Турецкая сторона утверждает, что утром два неопознанных воздушных судна приближались к воздушному пространству Турции, диспетчер которого на протяжении 5 минут 10 раз передал предупреждения с требованием развернуться к югу. Оба самолёта нарушили воздушное пространство Турции. Первый самолёт вышел из турецкого пространства, а по второму самолёту был произведён запуск ракеты со стороны патрулировавших территорию турецких F-16C, в то время когда он находился в турецком пространстве. Этот самолёт упал на сирийской стороне границы. Представители американского военного ведомства заявили, что, по их данным, самолёт нарушил границу Турции и был предупреждён. Как заявила Турция, российский самолёт нарушил воздушное пространство Турции в районе Яйладагы провинции Хатай.
Согласно заявлению Турции в ООН, 24 ноября два самолёта Су-24М неизвестной национальной принадлежности приблизились к воздушному пространству Турции в районе Яйладагы провинции Хатай. Несмотря на предупреждения, оба самолёта на высоте 19 000 футов (5800 м) нарушили воздушное пространство Турции с пролётом 1,15 мили (1,85 км) на глубине до 1,36 мили (2,19 км) в течение 17 секунд с момента 09:24:05 местного времени. Один из самолётов покинул воздушное пространство Турции, а второй был сбит турецкими F-16C. Сбитый самолёт упал на сирийской стороне близ турецко-сирийской границы.

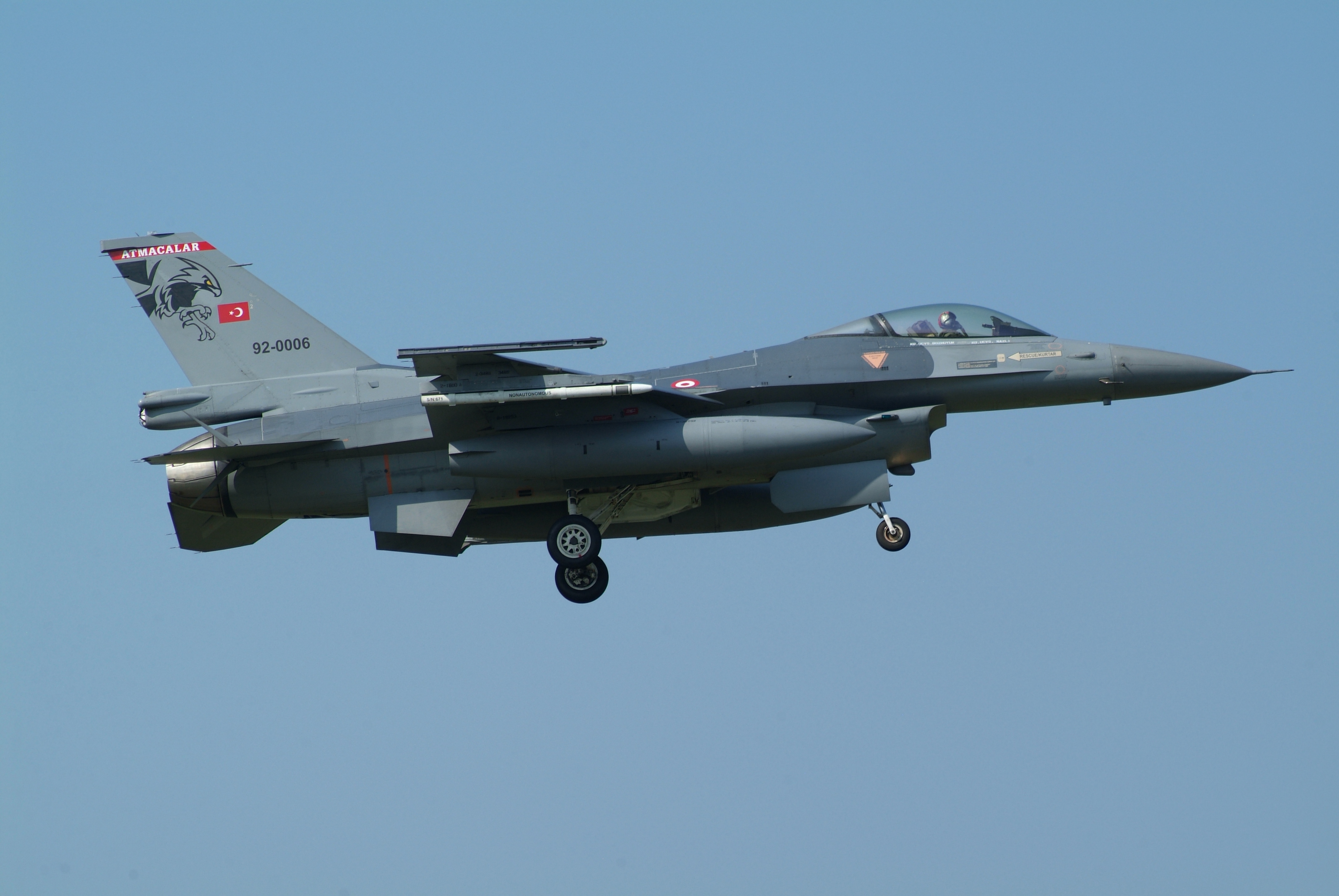
Истребитель F-16C ВВС Турции

25 ноября премьер-министр Турции Ахмет Давутоглу с государственной трибуны сделал заявление о том, что приказ о сбитии самолёта был отдан им лично. 27 ноября президент Турции заявил, что истребители самостоятельно начали обстрел Су-24М. 30 декабря Давутоглу заявил, что не отдавал приказ на сбитие.
25 ноября государственное агентство «Анадолу» опубликовало аудиозапись сообщений от Центра объединённого командования и предупреждения в Диярбакыре. Данная запись, согласно сообщению агентства, предоставлена турецким Генеральным штабом, и на ней мужской голос на английском языке несколько раз предупреждает неизвестный самолёт о приближении к воздушному пространству Турции и призывает их изменить курс. Ранее в других новостных каналах публиковались другие подобные сообщения. 26 ноября на пресс-брифинге Министерства обороны РФ было сообщено, что по их запросу в Генеральный штаб турецких вооружённых сил (для получения данных аудиопереговоров экипажей F-16C и Су-24М) им сообщили о невозможности передачи каких-либо материалов атаки 23 ноября. Также на пресс-брифинге было заявлено, что, по словам представителей турецкой стороны, их Генеральный штаб не распространял в СМИ подобные материалы.
Согласно расчетам профессоров Лёвенского католического университета (Бельгия), самолёт двигался со скоростью 980 км/ч и преодолел указанный участок на турецкой карте за 7,5 секунд (что противоречит турецким данным 17 секунд). Также, по их мнению, турецкая сторона не могла сделать заявленное ею количество предупреждений, так как за это время Су-24М преодолел бы расстояние около 80 км.
21 июля 2016 года, после попытки военного переворота в Турции, заместитель председателя правящей в Турции Партии справедливости и развития Ясин Актай заявил, что сбивший российский самолёт Су-24 турецкий пилот самостоятельно принял решение о нападении. Аналогичное заявление было сделано 26 июля от вице-премьера Турции Мехмета Шимшека.

### Российская версия событий

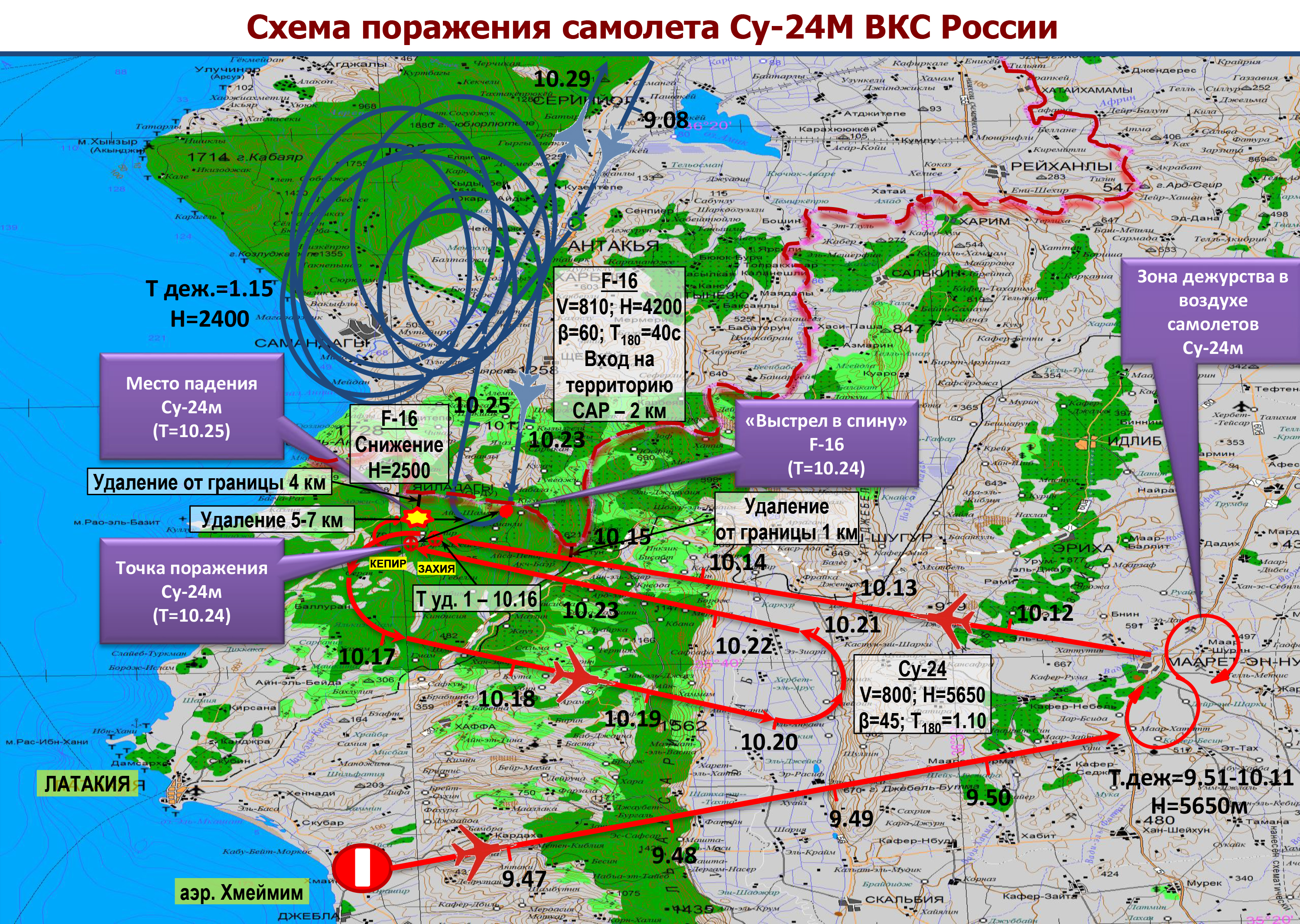
Схема поражения
самолёта Су-24М

Минобороны России утверждает, что самолёт был сбит над территорией Сирии при возвращении на авиабазу «Хмеймим» с боевого задания и всё время полёта находился исключительно над территорией Сирии. Как заявил Владимир Путин, самолёт был сбит на удалении 1 км от турецкой границы, а упал в 4 км от неё. Минобороны России также утверждает, что средствами объективного контроля авиабазы «Хмеймим» и самолёта ведущего не зафиксировано ни одного запроса экипажем турецкого самолёта в адрес российских лётчиков на оговоренной ранее частоте, а также не зафиксировано попыток установить визуальный контакт. По заявлению Генерального штаба ВС Российской Федерации, в соответствии с данными радиолокационной разведки аэродрома «Хмеймим» установлено нарушение воздушного пространства Сирии самолётом ВВС Турции, атаковавшим уничтоженный самолёт ВКС РФ.

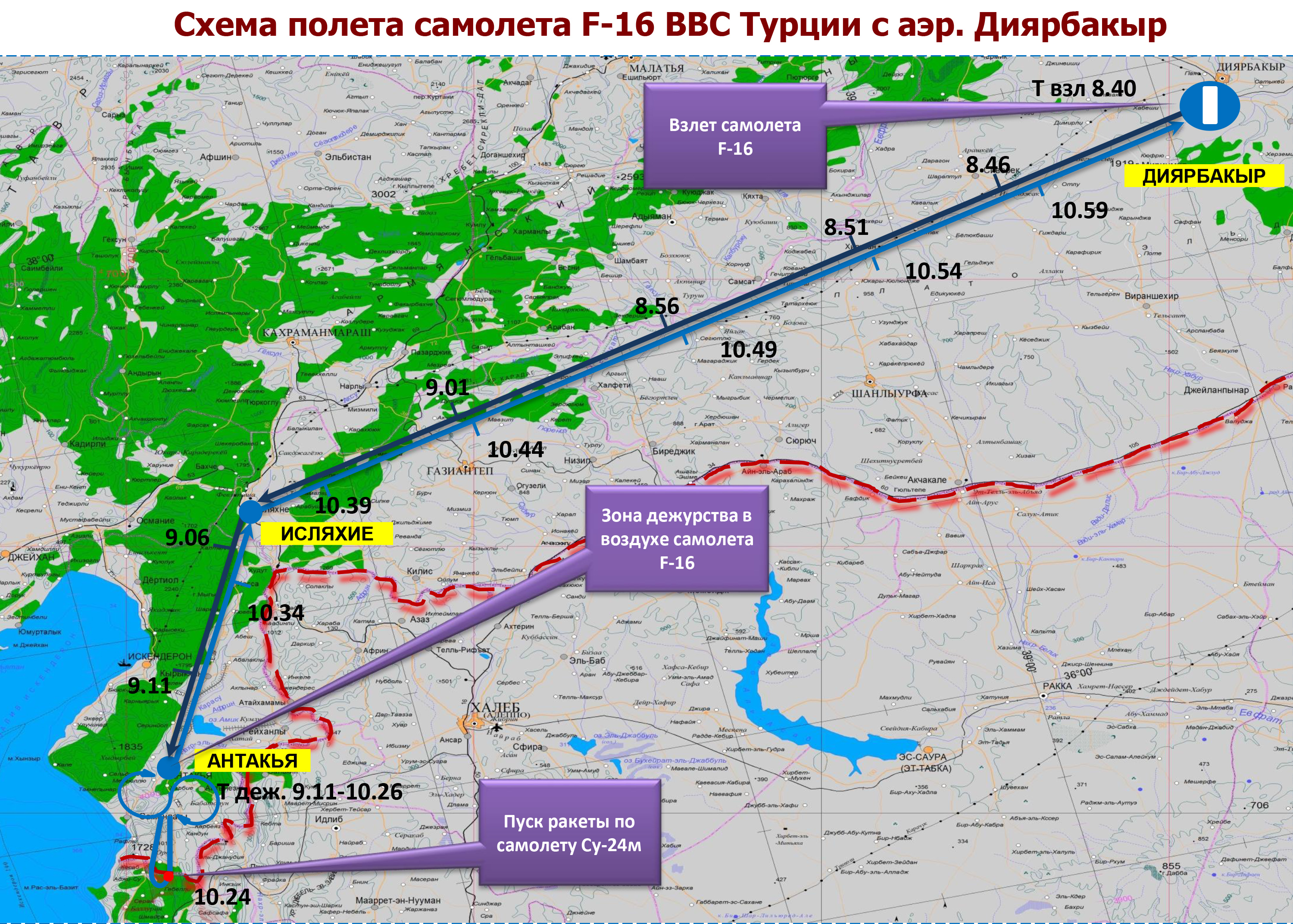
Схема полёта самолёта F-16 ВВС Турции с аэродрома Диярбакыр

Министерство обороны предоставило запись полётов в зоне поражения Су-24М, согласно которой российский бомбардировщик не нарушал воздушное пространство Турции.
27 ноября Главнокомандующий ВКС Виктор Бондарев представил российскую версию реконструкции событий 24 ноября. По расчётам российских военных, перехват самолёта Су-24М из положения дежурства на земле с аэродрома Диярбакыр невозможен из-за большого времени подлёта. По утверждению Бондарева, турецкие F-16C были подняты в воздух заблаговременно и в течение 1 часа 15 минут дежурили в зоне инцидента на высоте 2400 метров, что говорит о «готовности действовать из засады» над территорией Турции, а истребитель, сбивший российский самолёт, 40 секунд находился в воздушном пространстве Сирии. По словам Бондарева, способ захода F-16 на цель говорит о наведении истребителя с земли, а особенности маневрирования истребителя после пуска ракеты с уходом из зоны видимости ПВО говорят о спланированности атаки.
По утверждению Бондарева, с пункта управления ВВС России на авиабазе «Хмеймим» представителям ВВС США была в соответствии с договорённостью заблаговременно передана информация с указанием районов применения пары бомбардировщиков Су-24М и занимаемых эшелонах, и всей коалиции должно было быть известно о запланированном маршруте и о факте принадлежности РФ данных самолётов.
По мнению Вадима Лукашевича, предоставленная министерством обороны России информация вызывает ряд вопросов. В частности, он указал, что две предоставленные российской стороной карты полётов, не являются, в отличие от турецких, данными объективного контроля, а являются рисунками на карте. По его оценке и по оценке профессоров Лёвенского католического университета, самолёт технически не мог развернуться с углом крена 70-80°, как показано на первой схеме. По мнению Вадима Лукашевича, данные два рисунка имеют массу принципиальнейших отличий и это обесценивает их значимость.

## Поисково-спасательная операция

### До операции
Экипаж бомбардировщика успел катапультироваться. Командир бомбардировщика Олег Пешков погиб во время приземления в результате обстрела с земли. Штурман Константин Мурахтин приземлился в горную, лесную и безлюдную местность, контролируемую повстанцами.
Огонь вёлся по приземляющимся на парашютах лётчикам с земли, что является прямым нарушением пункта 1 42-й статьи Протокола I Женевских конвенций 1949 года, который гласит: «Ни одно лицо, покидающее на парашюте летательный аппарат, терпящий бедствие, не должно подвергаться нападению в течение своего спуска на землю» (этот протокол не подписан Турцией).
Альпаслан Челик, сын бывшего мэра турецкого города Кебан в провинции Элязыг, состоящий в турецкой молодёжной организации ультраправых националистов «Серые Волки» («тур. Bozkurtlar»), позируя перед журналистами агентства Reuters c деталями парашюта российского пилота в руках, заявил, что это он и его люди убили парашютиста.

### Планирование
После того, как самолёт был сбит турками, полуофициальное иранское агентство Fars News Agency сообщило о поступлении информации о том, что в район нахождения лётчика были посланы турецкие подразделения для его захвата с целью последующего шантажа. Данная информация подтверждалась анонимным сирийским офицером.
Пока российские военные планировали свою поисково-спасательную операцию, иранский генерал Касем Сулеймани связался с ними и предложил для этого специальное подразделение, сформированное из бойцов спецназа Сирии и боевиков Хезболлы, которые проходили подготовку в Иране, были хорошо знакомы с местностью и способны были провести такую операцию, как спасение лётчика. Российское командование предоставило в распоряжение транспорт, обеспечило логистику и воздушную поддержку, а также снабдило спутниковой навигацией.

### Проведение
Для спасения лётчика были отправлены два вертолета Ми-8 с российской поисково-спасательной группой. Вертолёты были обстреляны из стрелкового оружия, и дойти до места падения самолёта им не удалось. В результате обстрелов погиб морской пехотинец (матрос Александр Позынич, пулевое ранение в шею), проходящий службу по контракту. Один из вертолётов получил повреждения и совершил вынужденную посадку на нейтральной территории. Впоследствии этот вертолёт был уничтожен повстанцами из противотанкового ракетного комплекса BGM-71 TOW производства США. Остальные члены экипажа вертолёта и поисковой группы были эвакуированы с помощью сирийской армии.
В то же время поисково-спасательная операция проводилась подразделением под руководством Касема Сулеймани и с российской воздушной, навигационной и радиоэлектронной поддержкой. Во время проведения операции спецназу пришлось проникнуть на 4,5 км за фронтовую линию (по другим данным на 6 км). Операция длилась 12 часов. Константин Мурахтин был успешно найден данным подразделением, выведен за линию фронта и эвакуирован на авиабазу Хмеймим. У Константина Мурахтина была травмирована нога.

## Расследование
8 декабря 2015 года Министр обороны РФ Сергей Шойгу на встрече с президентом РФ Владимиром Путиным продемонстрировал бортовой самописец сбитого в Сирии Су-24, обнаруженный на месте падения самолёта, после освобождения территории российскими силами спецоперации по освобождению экипажей и спецназом сирийской армии. Глава государства поручил вскрыть параметрический самописец («чёрный ящик») в присутствии международных экспертов. На следующий день президент РФ во время телефонного разговора с Премьер-министром Великобритании Дэвидом Кэмероном пригласил британских специалистов принять участие в расшифровке данных бортовых самописцев со сбитого Су-24.
26 июля 2016 года министр энергетики и природных ресурсов Турции Берат Албайрак в эфире телеканала Habertürk заявил, что турецкой стороной инцидент с уничтожением российского Су-24 будет вновь расследован после попытки военного переворота. Вице-президент Турции Мехмет Шимшек также подтвердил, что власти Турции намерены возобновить дело о сбитом в ноябре 2015 года российском самолёте Су-24.
28 июля бывший премьер-министр Турции Ахмет Давутоглу признался, что это он отдал приказ об уничтожении российского Су-24. Кроме того, два пилота, сбивших Су-24, которые участвовали в попытке военного переворота, были арестованы турецкими властями. Предполагаемый убийца российского пилота Альпарслан Челик находится в Турции под стражей.

## Последствия
Инцидент со сбитым Су-24 повлёк за собой резкое ухудшение отношений России с Турцией. Турецкие власти отказались приносить извинения и выплачивать компенсации погибшим, а эскалация риторики с обеих сторон вызвала целый ряд последствий, затрагивающих как двусторонние отношения, так и в целом ситуацию в регионе. В результате отношения руководств двух стран сошли на нет, а сам инцидент фактически стал «точкой невозврата».

### Политические

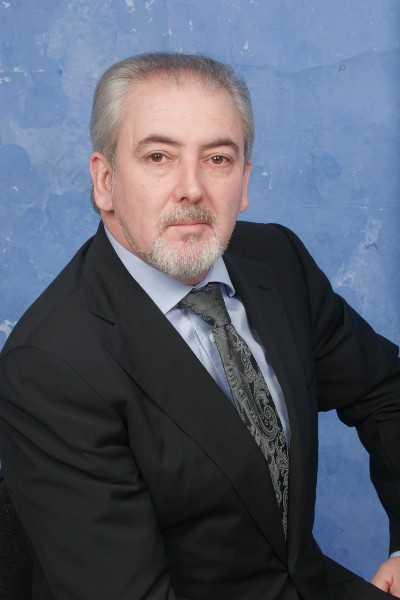
Председатель ориентированной на болгарских турок партии «Движение за права и свободы» Лютви Местан был снят с поста после того, как положительно оценил сбитие российского самолёта.

- 28 ноября 2015 года президент Российской Федерации Владимир Путин подписал «Указ о мерах по обеспечению национальной безопасности России и защите граждан России от преступных и иных противоправных действий и о применении специальных экономических мер в отношении Турции». Согласно данному указу на территории России временно был введён запрет или ограничение внешнеэкономических операций, предусматривающих ввоз на территорию страны отдельных видов турецких товаров (их перечень должно определять правительство РФ). Был введён запрет для организаций, находящихся под юрисдикцией Турции, на выполнение ими отдельных видов работ и оказание услуг на территории России. Был введён запрет для работодателей на привлечение с 1 января 2016 года работников из числа граждан Турции[89].
- В России[90], Греции[91][92][93], Болгарии[94] и Италии[95] состоялись акции протеста против турецких действий, в Москве пикет у турецкого посольства вылился в закидывание камнями, яйцами, помидорами и краской при пассивном поведении полиции[96]. В Турции, в свою очередь, прошла акция протеста против действий России в Сирии[97][98].
- В Болгарии в декабре 2015 года был снят с должности председатель ориентированной на болгарских турок партии «Движение за права и свободы» Лютви Местан, публично одобривший сбитие самолёта[99][100].
- Президент Турции Реджеп Тайип Эрдоган 27 июня 2016 года выразил глубокое сожаление по поводу произошедшего и подчеркнул готовность делать всё возможное для восстановления традиционно дружественных отношений между Турцией и Россией[101].

### Экономические
- МИД России заявил, что не рекомендует россиянам посещать Турцию, объяснив это «нарастанием террористических угроз с территории Турции»[102], в связи с чем по рекомендации Ростуризма туроператорами продажа путёвок в Турцию была приостановлена[103].
- 27 ноября 2015 года глава МИД России Сергей Лавров сообщил о приостановлении безвизового режима с Турцией с 1 января 2016 года[104].
- Председатель Правительства Российской Федерации Дмитрий Медведев заявил о том, что в течение двух дней Правительство подготовит бессрочный экономический ответ на акт агрессии Турции. «Это и приостановление реализации программ экономического сотрудничества, и ограничения по финансовым операциям, и ограничения по внешнеторговым сделкам, и изменения по таможенным пошлинам — ввозным и вывозным, меры воздействия на туристическую сферу, на перевозки, включая транзит, перемещение воздушных и водных судов, и на гуманитарные контакты. Наконец, на использование рабочей силы» — заявил Дмитрий Медведев[105].
- Глава Республики Крым Сергей Аксёнов заявил, что деловые контакты между Крымом и Турцией, а также паромное сообщение будут прекращены, и призвал население Крыма отказаться от турецких товаров[106]. Ранее в Крыму проходили согласование более 20 совместных проектов с турецкими компаниями, приоритетными отраслями были связь и строительство[107].

### Военные
Россия:
- 24 ноября 2015 года министерство обороны России выпустило заявление, в котором говорилось: «Ракетный крейсер „Москва“, который оснащён зенитным ракетным комплексом морского базирования „Форт“, займёт район в прибрежной части Латакии. Все цели, представляющие для боевой авиации России потенциальную опасность, будут уничтожаться. Все военные контакты с Турцией будут прекращены. Дальнейшие боевые вылеты бомбардировщиков будут производиться под прикрытием (сопровождением) российских истребителей»[108].
- 26 ноября 2015 года на российской авиабазе «Хмеймим» в Латакии была развёрнута переброшенная военно-транспортной авиацией зенитно-ракетная система С-400[109][110][111].
- 27 ноября 2015 года Россия приостановила своё участие в Блэксифор[112].
- 12 декабря 2015 года президент РФ Владимир Путин приказал действовать предельно жёстко и уничтожать любые угрозы ВС РФ в Сирии[113].
- 9 февраля 2017 года трое турецких военнослужащих погибли и 11 пострадали при непреднамеренном ударе Воздушно-космических сил России [114].

 НАТО:
- 24 ноября 2015 года генеральный секретарь НАТО Йенс Столтенберг подтвердил всю полноту гарантий безопасности Турции, но призвал Россию и Турцию к деэскалации конфликта[115].

## Награды российского экипажа

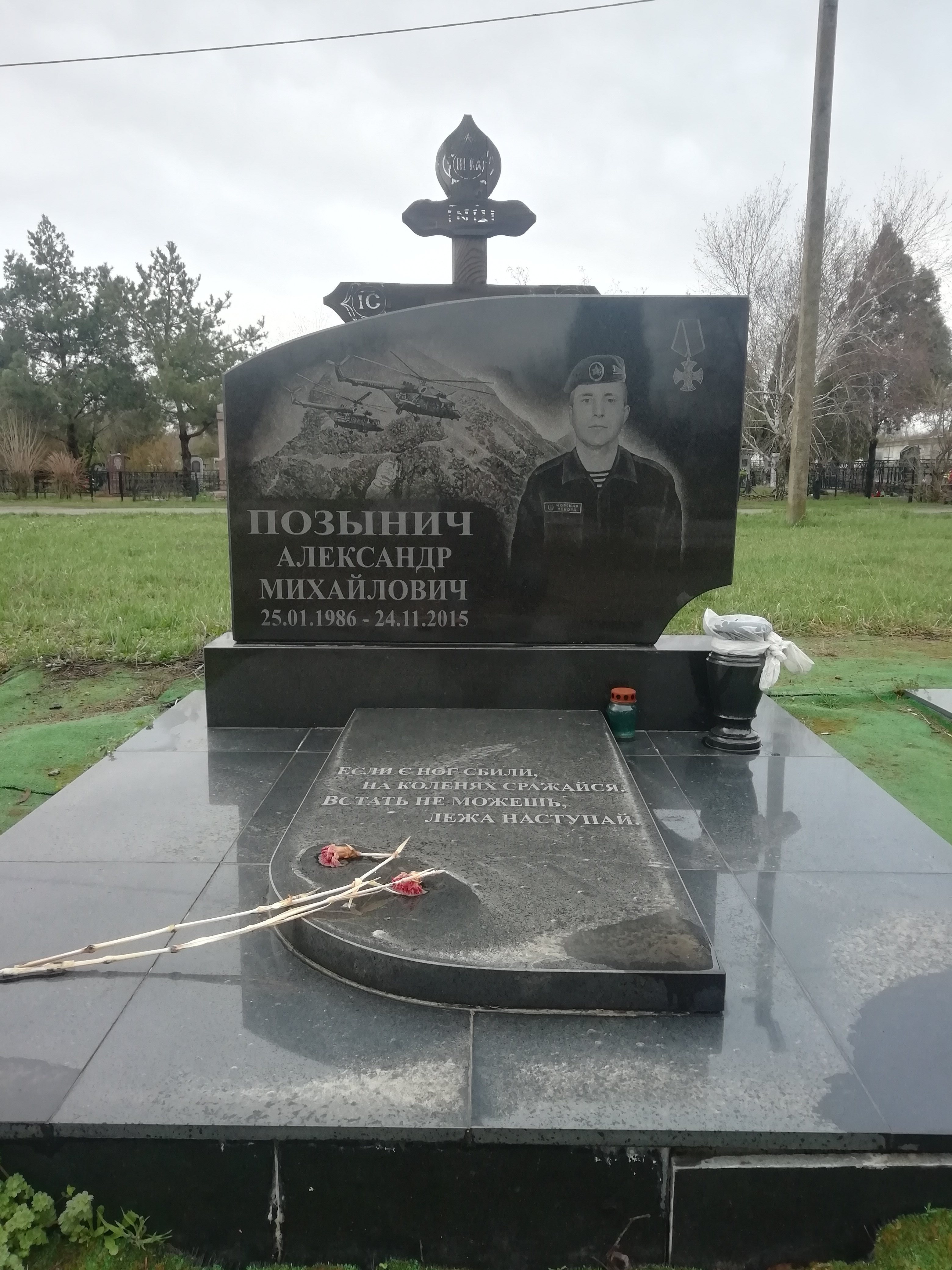
Могила А. М. Позынича в Новочеркасске

- Командиру сбитого Су-24М подполковнику Олегу Пешкову посмертно присвоено звание Героя Российской Федерации.
- Матрос контрактной службы Александр Позынич (погибший в ходе поисковой операции) и капитан Константин Мурахтин (выживший штурман Су-24М) награждены орденами Мужества[65].

## Извинения со стороны Турции
В конце июня 2016 года президентом Российской Федерации Владимиром Путиным было получено послание от президента Турции Реджепа Тайипа Эрдогана, в котором отправитель выразил свою заинтересованность в урегулировании ситуации, связанной с гибелью самолёта.

 
«У нас никогда не было желания и заведомого намерения сбить самолёт, принадлежащий Российской Федерации.«…» взяв на себя все риски и приложив большие усилия, мы забрали тело погибшего российского пилота у сирийских оппозиционеров и привезли его в Турцию. Организация предпохоронных процедур была проведена в соответствии с религиозными и военными процедурами. Вся эта работа была проведена нами на уровне, достойном турецко-российских отношений. Я хочу ещё раз выразить своё сочувствие и глубокие соболезнования семье погибшего российского пилота и говорю: извините. Всем сердцем разделяю их боль. Семью российского пилота мы воспринимаем как турецкую семью. Во имя облегчения боли и тяжести нанесённого ущерба мы готовы к любой инициативе».  

При этом наблюдатели отметили, что слова Эрдогана не коснулись уничтожения самолёта как такового. Так, руководитель Центра анализа ближневосточных конфликтов Института США и Канады Александр Шумилин пояснил:
Эрдоган выразил соболезнования семье погибшего летчика и извинился именно за его смерть, а не за сбитый истребитель — извинения за сам инцидент он никогда приносить не будет.
Вместе с тем, полный текст письма не опубликован, а страны имеют договоренность о представлении формулировок. При этом профессор университета Bilkent в Анкаре Онур Ишчи отметил, что Эрдоган в официальном заявлении турецким гражданам выразил глубокое сожаление в связи с инцидентом в небе и с гибелью летчика, а в письме использовал мягкую форму извинения.
Глава МИД России Сергей Лавров в этой связи заявил, что Россия и Турция возобновят работу по сирийскому урегулированию.

## В культуре
- Поэт из Чувашии Сергей Ефимов в том же 2015 году написал стихотворение «Я не Шарли, я — Су-24». Оно было использовано для одноимённой песни, исполняемой Александром Маршалом.
- По мотивам событий был снят художественный фильм «Небо» (2021)[120].

## Видео
- Эксклюзив: удар в спину — на наших глазах сбит российский СУ-24 // репортаж с места событий от агентства ANNA-News